# Joel Feldman
Pour les articles homonymes, voir Feldman.
Joel Shalom Feldman est un mathématicien canadien né le 14 juin 1949 à Ottawa. Il travaille notamment dans le domaine de la physique mathématique.

## Biographie
Feldman étudie les mathématiques et la physique à l'Université de Toronto avec un diplôme de bachelor en 1970, puis à l'Université Harvard avec une maîtrise en 1971, suivi d'un doctorat en 1974 sous la direction d'Arthur Jaffe avec une thèse sur The {\displaystyle \lambda \cdot {\Phi }_{3}^{4}} field theory in a finite volume,. 
En 1974–1975 il mène ses recherches à Harvard sur la théorie quantique des champs constructive et de 1975 à 1977 il occupe un poste de Moore Instructor au MIT. Il devient professeur adjoint à l'Université de la Colombie-Britannique en 1977, professeur agrégé en 1982 et titulaire en 1987.

## Travaux
Feldman travaille sur la théorie quantique des champs constructive avec quelques recherches en collaboration avec Vincent Rivasseau, Konrad Osterwalder et Manfred Salmhofer. Il a aussi effectué des recherches sur la théorie mathématique des liquides de Fermi, dont les surfaces de Fermi, les transitions en supraconductivité et une construction explicite des liquides de Fermi en deux dimensions à la limite de la température zéro dans une longue série d'articles avec Horst Knörrer (en) et Eugene Trubowitz. Il a travaillé sur les liquides de Bose en théorie quantique à plusieurs corps. Avec Knörrer et Trubowitz, Feldman a travaillé sur les surfaces de Riemann de genre infini. Avec Gunther Uhlmann il a écrit un ouvrage sur les problèmes inverses.

## Prix et récompenses
Feldman reçoit en 1996 le prix John L. Synge, en 2007 le prix CRM-Fields-PIMS, en 2007 le CAP-CRM Prize et en 2004 le prix Jeffery-Williams. De 1989 à 1991 il bénéficie d'une bourse Killam et d'une bourse Woodrow Wilson. En 2007 il intègre l'Institut Fields.
Feldman devient membre de la Société royale du Canada en 1990. En 1990 à Kyoto il est conférencier invité au Congrès international des mathématiciens avec une conférence sur Introduction to constructive quantum field theory. Il est également conférencier invité en 2003 à Lisbonne au 14e ICMP avec une intervention sur Construction of a 2-dimensional Fermi Liquid, from work with Knörrer and Trubowitz. Feldman donne ensuite en 1997 une conférence plénière sur Renormalization of the Fermi surface (avec des travaux de Salmhofer et Trubowitz) lors du congrès ICMP de Brisbane.
De 2005 à 2010, Feldman est rédacteur en chef du Journal of Mathematical Physics. Depuis 1999 il est membre du comité de rédaction des Annales de l'Institut Henri Poincaré.
Gordon Slade est au nombre des étudiants doctorants de Feldman.

## Articles
- avec J. Magnen, V. Rivasseau, R. Sénéor: Infrared {\displaystyle \Phi _{4}^{4}}, in Osterwalder, Raymond Stora Critical phenomena, random systems, gauge theories, Les Houches 43, North Holland 1986, pp. 505–537
- avec Eugene Trubowitz: Perturbation theory for many fermion systems, Helvetica Physica Acta, vol. 63, 1990, pp. 156–260
- avec T. Hurd, L. Rosen, J. Wright: Quantumelectrodynamics: a proof of renormalizability, Lecture Notes in Physics 312, Springer Verlag 1988
- avec Horst Knörrer, Eugene Trubowitz: Riemann Surfaces of Infinite Genus, AMS (American Mathematical Society) 2003
- avec Knörrer, Trubowitz: Fermionic functional integrals and the renormalization group, AMS 2002
- avec Knörrer, D. Lehmann, Trubowitz: Fermi liquids in 2 space dimensions, in Rivasseau Constructive Physics. Results in Field Theory, Statistical Mechanics and Solid State Physics, Springer Verlag 1995, pp. 267–300